# Wynand Janssens
Wynand Janssens (1827, Brusel, Spojené království nizozemské – 1913, Brusel, Belgie) byl belgický architekt.
Studoval architekturu na královské akademii krásných umění; jeho profesorem byl Tieleman-Frans Suys. Kromě Belgie studoval Wynand Jassens také ve Velké Británii, kde navrhl budovu lázní (původně stály na Rue des Tanneurs, dodnes se nedochovaly).
Společně s Josephem Poelaertem navrhl kostel svaté Kateřiny. Sám Janssens navrhl několik dalších staveb, které se v belgické metropoli dochovaly do současné doby; jedná se například o budovu Národní banky (vybudována v letech 1856-1865), Palais du Midi v jižní části města, přestavba zámku Château du Rond Chêne, nebo několik obytných domů (Avenue Louise 61, rue d'Arlon 77, Avenue de la Toison d'Or, 17).